# Arsenito metiltransferasi
La arsenito metiltransferasi è un enzima appartenente alla classe delle transferasi, che catalizza la seguente reazione:
S-adenosil-L-metionina + arsenito ⇄ S-adenosil-L-omocisteina + metilarsonato
S-adenosil-L-metionina + metilarsonito ⇄ S-adenosil-L-omocisteina + dimetilarsinato
Si tratta di un enzima della via di biotrasformazione che genera dimetilarsinato dagli inorganici arsenito e arsenato. Metila l'arsenito per formare metilarsonato, Me-AsO3H2, che è ridotto dalla metilarsonato reduttasi (numero EC 1.20.4.2), a metilarsonito, Me-As(OH)2. Il metilarsonito è un substrato anche per questo enzima, che lo converte nel composto molto meno tossico dimetilarsinato (cacodilato), Me2As(O)-OH.